# Левакът
„Левакът“ е български игрален филм (драма) от 1987 година на режисьора Петър Б. Василев, по сценарий на Атанас Ценев. Създаден е по мотиви от романа „Неандарталецо мой“ на Янко Станоев. Оператор е Георги Георгиев.  Музиката във филма е композирана от Юри Ступел.

## Актьорски състав
- Ивайло Герасков – Симеон Симеонов – Мони
- Стефан Данаилов – Капитан Христо Пашов
- Йоланта Пиентек / Jolanta Piętek-Górecka – Елена
- Андрей Андреев – Захари
- Кристъл Константинова – Пепита Пипева
- Милена Живкова-Гераскова – Мариана Марианова
- Валентина Борисова – Лелята на Захари
- Антон Радичев – Директорът на училището
- Димитър Стоянов
- Рихард Езра
- Тодор Тодоров
- Димитър Игнатов
- Христо Симеонов
- Георги Наумов
- Стоян Стойчев